# Élections municipales tongiennes de 2013
Les élections municipales tongiennes de 2013 ont lieu le 16 mai 2013 aux Tonga.

## Modalités
La population âgée de plus de 21 ans est amenée à élire un conseiller dans chacune des 23 circonscriptions de district et 155 circonscriptions de villes au scrutin uninominal majoritaire à un tour pour un mandat de trois ans.